# Norgesmesterskabet i boksning 1924
Norgesmesterskabet i boksning 1924 blev arrangeret 26-27. april af Østfold Boksekrets i Arbeiderforeningens sal, Fredrikstad og 2-3. maj
af Telemark Boksekrets i Odds turnhall, Skien.¨

## Medaljevindere
Kongepokalen kunne vindes i vægtklassen Sværvægt og blev vundet af Otto von Porat.

### Herrer
| Vægtklasse: | Guld:                      | Sølv:                                 | Bronze:                        |
| Fluevægt    | Oddmund Gravem, Brage      | Fredrik Sofus Michelsen, Ørnulf       | Godtfred Lohne, Fredrikstad IF |
| Bantam      | Arthur Olsen, Ørnulf       | Leif Vevle, Turnf.                    |                                |
| Fjervægt    | Axel Johannes Norman, KAK  | Fridtjof Andersen, Ørnulf             | Hans Pedersen, Vika            |
| Letvægt     | Haakon Hansen, KAK         | Karl Bengtson, KAK                    | Oskar Eriksen, Vika            |
| Weltervægt  | Aage Steen, Brage          | Peder Kjellberg, Turnf.               | Kristoffer Nilsen, KAK         |
| Mellemvægt  | Edgar Christensen, Ørnulf  | Øistein Nielsen, National (Sarpsborg) | Trygve Stokstad, Turnf.        |
| Letsværvægt | Sverre Sørsdal, ABC        | Knut Espetvedt, Bjørgvin              |                                |
| Sværvægt    | Otto Wessel von Porat, KAK | Trygve Hansen, Turnf.                 | Roy von Porat, Turnf.          |